# アミメチョウチョウウオ
アミメチョウチョウウオ（学名：Chaetodon xanthurus）は、スズキ目チョウチョウウオ科に属する魚類の一種。

## 形態
- 全長約15cm。チョウチョウウオ科では小型な部類に入る。
- 銀色がかった灰色の地色にやや大きめの黒い網目模様がある。
- 目を通る太い黒帯と、上頭部には黒点がある。
- 体側の後部から尾にかけてはオレンジ色。

よく似た種

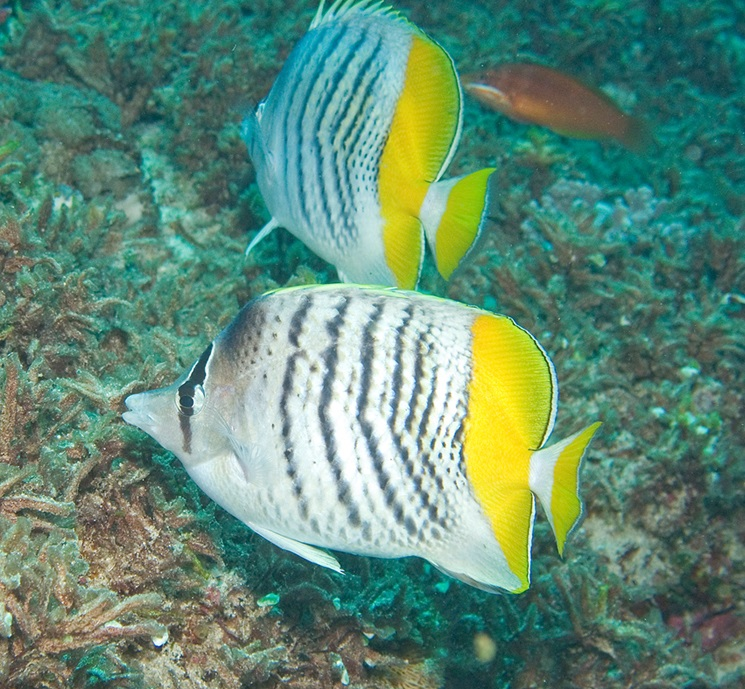
ベニオチョウチョウウオ

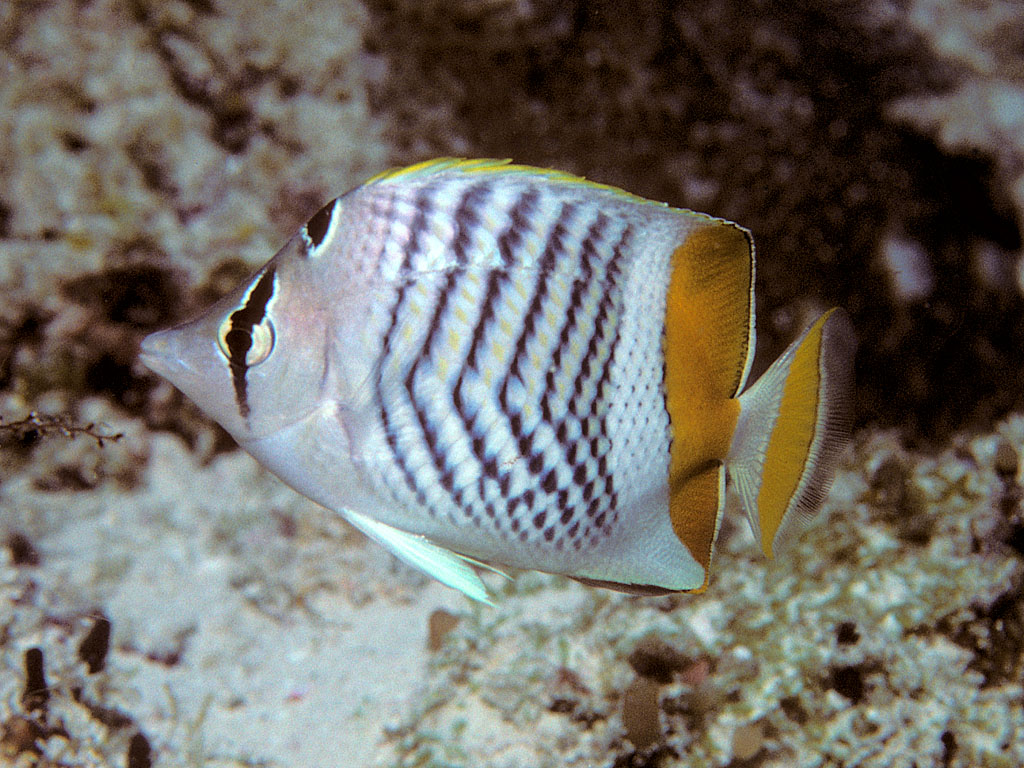
マダガスカルバタフライフィッシュ

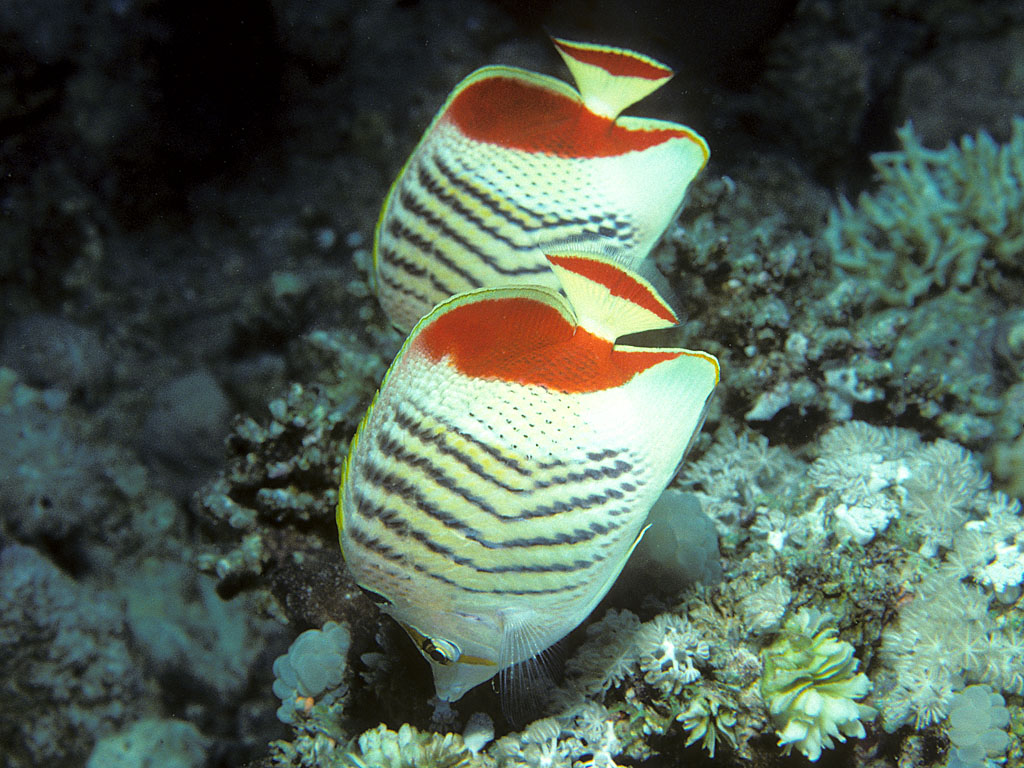
レッドバックバタフライフィッシュ

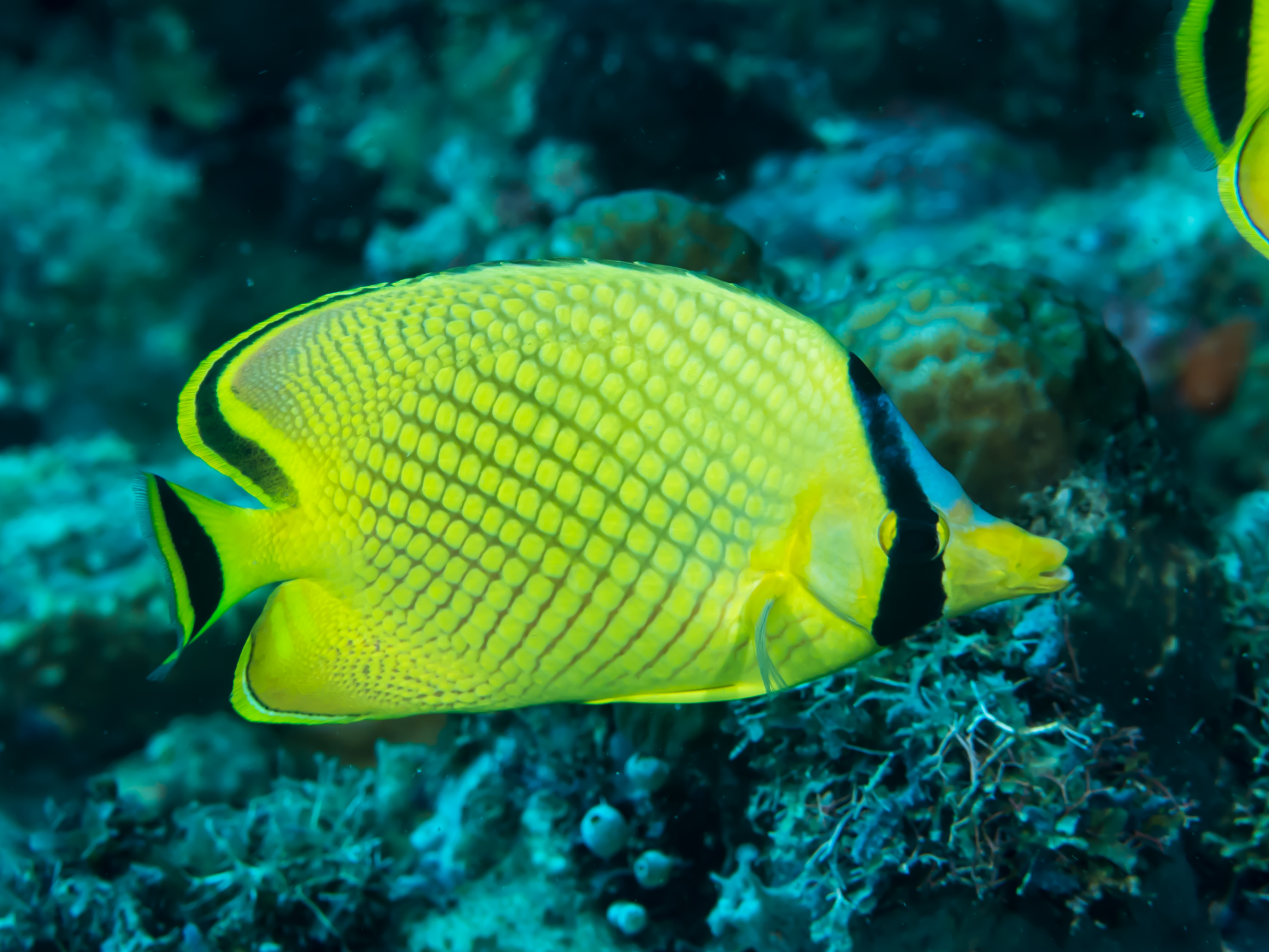
アミチョウチョウウオ

よく似た種でベニオチョウチョウウオ・マダガスカルバタフライフィッシュ・レッドバックバタフライフィッシュがいる。また、名前が似ていて混同しそうなアミチョウチョウウオもいるがこちらは一見して判別できる。
ベニオチョウチョウウオは、白地に「く」の字形の黒色横帯が並ぶこと、目を通る黒帯の上にある黒点がないことで見分けられる。下の2種は本種よりベニオチョウに近い特徴を持つ。
マダガスカルバタフライフィッシュは、上記のベニオチョウに似た模様を持つが、目を通る黒帯の上にある黒点がある点が異なる。その他はアミメチョウとベニオチョウの中間的な特徴を持つ。
レッドバックバタフライフィッシュは、紅海原産の種である。模様の入り方はマダガスカルバタフライフィッシュに準じているが、目を通る黒帯がオレンジ色帯、体側の後部から赤色。尾もクリーム色地に赤色の横帯が通る。

## 生態
おもに岩礁域やサンゴ礁を好んで生息しており、あまり移動しない。サンゴのポリプを好んで食べている姿が見られる。警戒心が強く観察には苦労を要する。
深いところを好むため、水深20m以深で多数の個体が見られることもある。小笠原では類似したベニオチョウの方が個体数が多い。

## 分布
フィリピン沿岸でよく見られる。日本では沖縄や小笠原で少数観察されている。また、伊豆半島（相模湾）でも成魚がいた記録がある。ただし、黒潮に乗って流れ着くことは少なく、本州沿岸での観察例は成魚・幼魚いずれも稀である。深いところ（水深20m以深）にいることも観察例が少ない一因と考えられる。

## 人とのかかわり
観賞魚としてショップでしばしば流通する魚である。似たような模様のベニオチョウといっしょに入荷されてくることも多い。雑食性のためチョウチョウウオ科の魚の中では比較的飼育しやすい種だが、サンゴのポリプを好む傾向があり、餌付けに苦心する場合もあるので、落ち着いた環境を整えた上で餌付けをすることが必要である。また、気が弱いところがあるので、タンクメイトの選定にも十分注意が必要である。